# Anton Diedrich Schröder

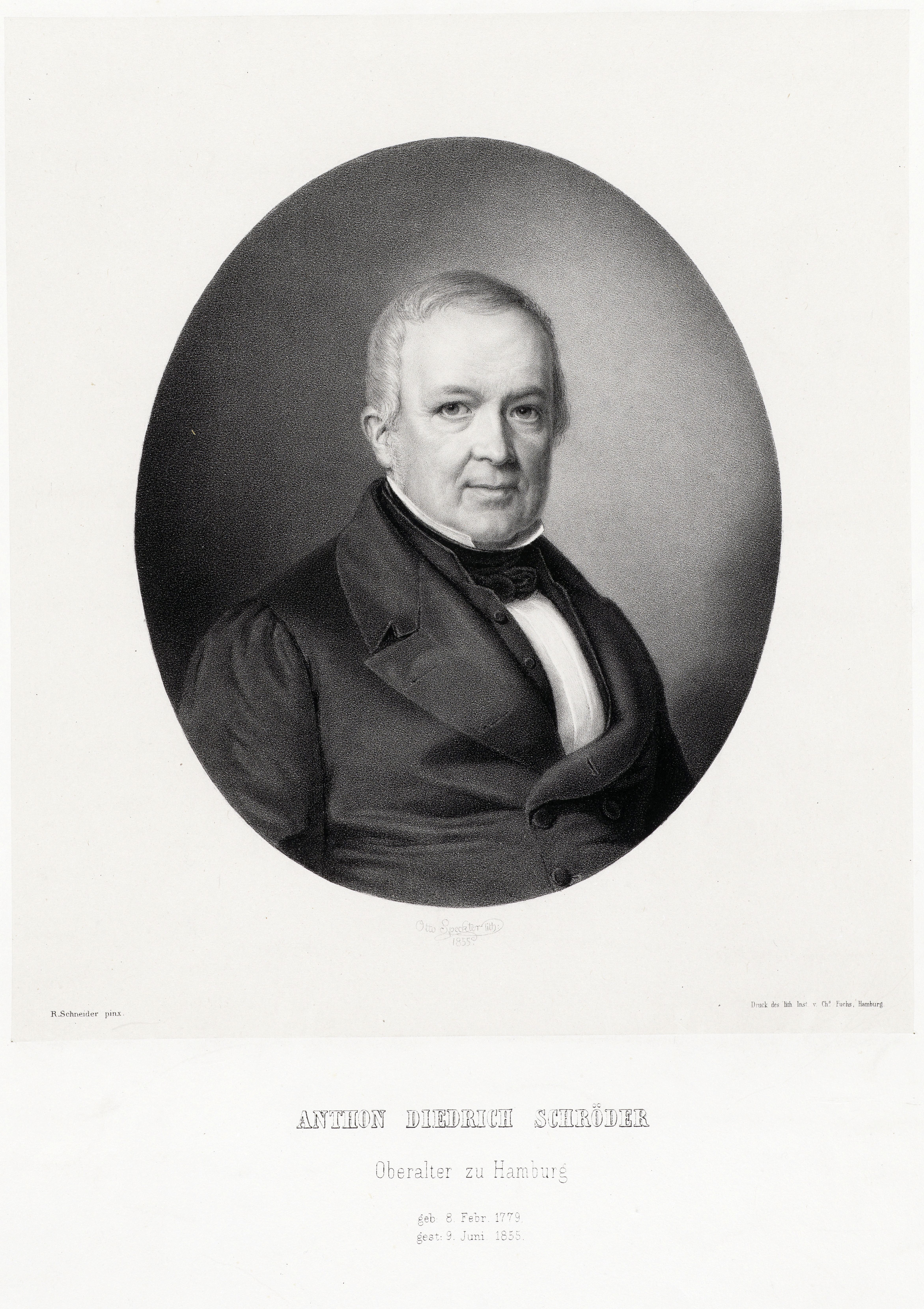
Anton Diedrich Schröder, Lithographie von Otto Speckter

Anton Diedrich Schröder, auch Anthon Diederich Schröder (* 8. Februar 1779 in Hamburg; † 9. Juni 1855 ebenda) war ein Hamburger Kaufmann und Oberalter.

## Leben
Anton Diedrich Schröder war der zweitälteste Sohn des Hamburger Bürgermeisters Christian Matthias Schröder und dessen Frau Louise, geb. Mutzenbecher, einer Tochter von Samuel Dietrich Mutzenbecher. Christian Matthias Schröder war sein älterer Bruder, Johann Heinrich Schröder einer seiner vier jüngeren Brüder.
Ende der 1790er Jahre trat er zusammen mit seinem älteren Bruder in das väterliche Unternehmen C. M. Schröder ein, während die anderen Brüder Filialen in London, Riga und St. Petersburg aufbauten. Das Handelsunternehmen florierte und überstand die Krisen der Koalitionskriege und der Hamburger Franzosenzeit, seit 1807 unter der Leitung von Christian Matthias (Jr.) und Anton Diedrich Schröder.
Anton Diedrich Schröder übernahm eine Vielzahl öffentlicher Ämter in Hamburg, konnte jedoch nicht Senator werden, da sein Bruder 1821 in den Rat aufgenommen wurde. Anton Diedrich wurde zunächst am 18. Januar 1806 zum Kriegscommissair erwählt und 1809 in die Fortifications-Kommission. Nach dem Ende der Franzosenzeit wurde er am 29. Dezember 1814 in die Stempeldeputation aufgenommen und 1815 Bürgermilitär-Commissair und Gasthaus-Vorsteher. 1817 kam er als Beisitzer an das Handelsgericht. 1820 stieg er zum Commerzdeputirten auf; im Amtsjahr 1823/24 war er als Nachfolger von Martin Joseph Haller Präses der Commerzdeputation, der heutigen Handelskammer Hamburg. 1824 wurde er Mitglied der Baudeputation, 1825 Kämmereibürger, 1827 Jurat an der Hauptkirche Sankt Petri. 1835 wurde er in die Schulden-Administrations-Deputation gewählt und 1841 in die Revisions-Commission. Am 16. Juni 1842, nunmehr „Sechziger“ und damit Mitglied des zweithöchsten der Bürgerlichen Kollegien der Hansestadt, wurde er in die Branddeputation gewählt, die den Wiederaufbau der Stadt nach dem Hamburger Brand organisierte. Am 19. Juli 1844 erfolgte seine Aufnahme als Nachfolger von Nikolaus von Beseler (1769–1845) in das Kollegium der Oberalten, dem damaligen bürgerschaftlichen Gegenstück zum Rat.
Seit dem 13. April 1809 war er verheiratet mit Maria Elisabeth (Mary, 1785–1834), Tochter des Senators Johann Gabe und dessen aus Lancaster stammenden Frau Franziska Felicia, geb. Hitchcock (1746–1820). Das Paar hatte 5 Söhne und 3 Töchter, darunter
- Maria Franziska (1810–1898), verheiratet mit Heinrich Johann Merck (1804–1835), dem Sohn von Heinrich Johann Merck
- Johanna Luise (1812–1897), verheiratet mit Carl Mönckeberg
- Anthon (1813–1896), verheiratet mit seiner Cousine Francisca Henriette (1821–1902), Tochter von Johann Heinrich Schröder
- Alexander (1818–1896), Kaufmann und ab 1852 hanseatischer Konsul in Triest

Drei Jahre nach seinem Tod brach das Handelshaus Christ. Matthias Schröder & Co. 1858 infolge der Wirtschaftskrise von 1857 zusammen.